# Caligo memnon
The Owl (Caligo memnon) là một loài bướm ngày thuộc họ Nymphalidae. It is also known as the Pale or Giant Owl Butterfly. Loài này được tìm thấy ở the rainforests và secondary forests of México down to the Amazon rainforest.
Sải cánh dài usually from 115mm to 130mm, but can reach 150mm.
Ấu trùng ăn Musa và Heliconia species và can be a pest for banana cultivation. Adults feed on juices of rotting fruit.

## Thư viện ảnh

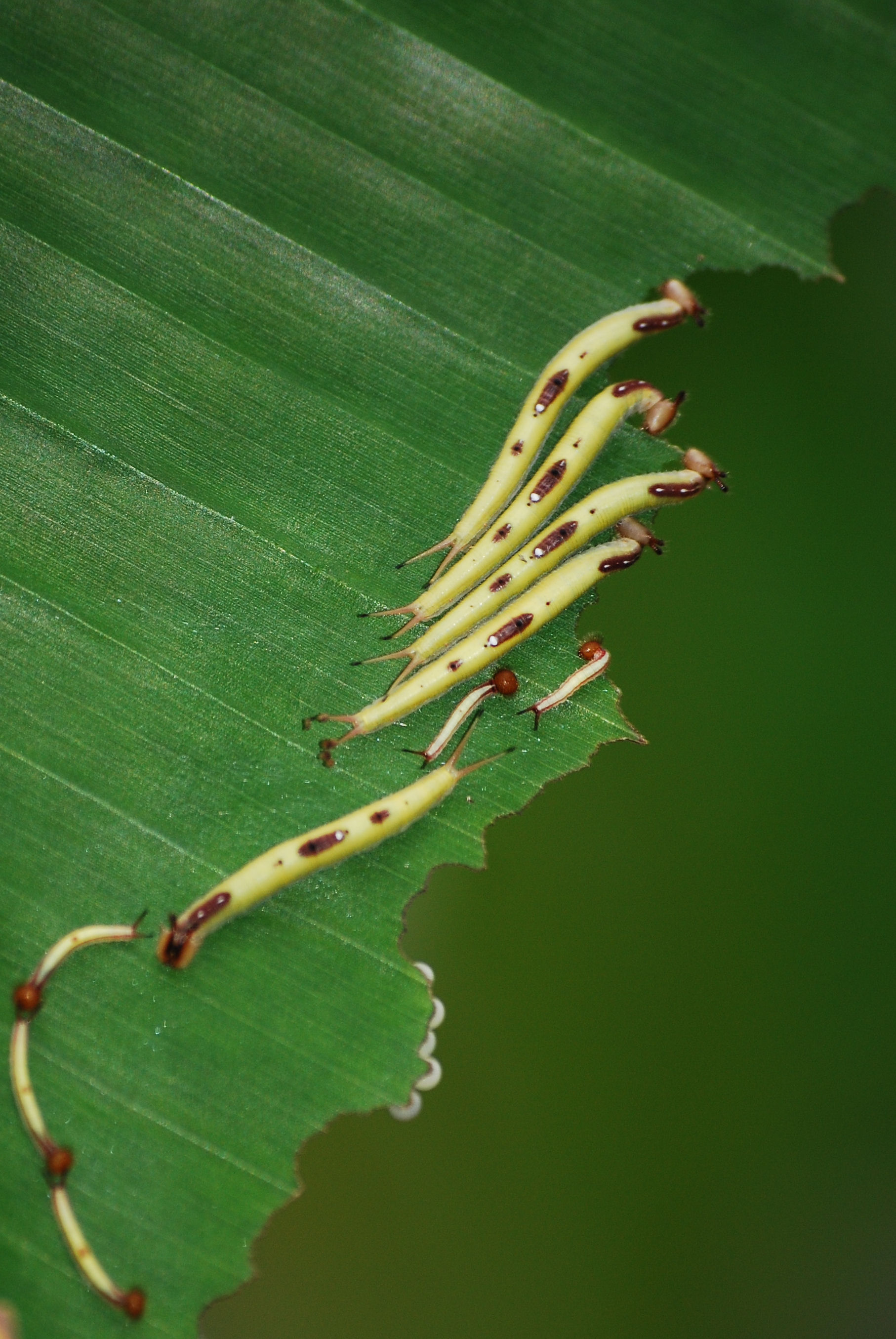
Larva
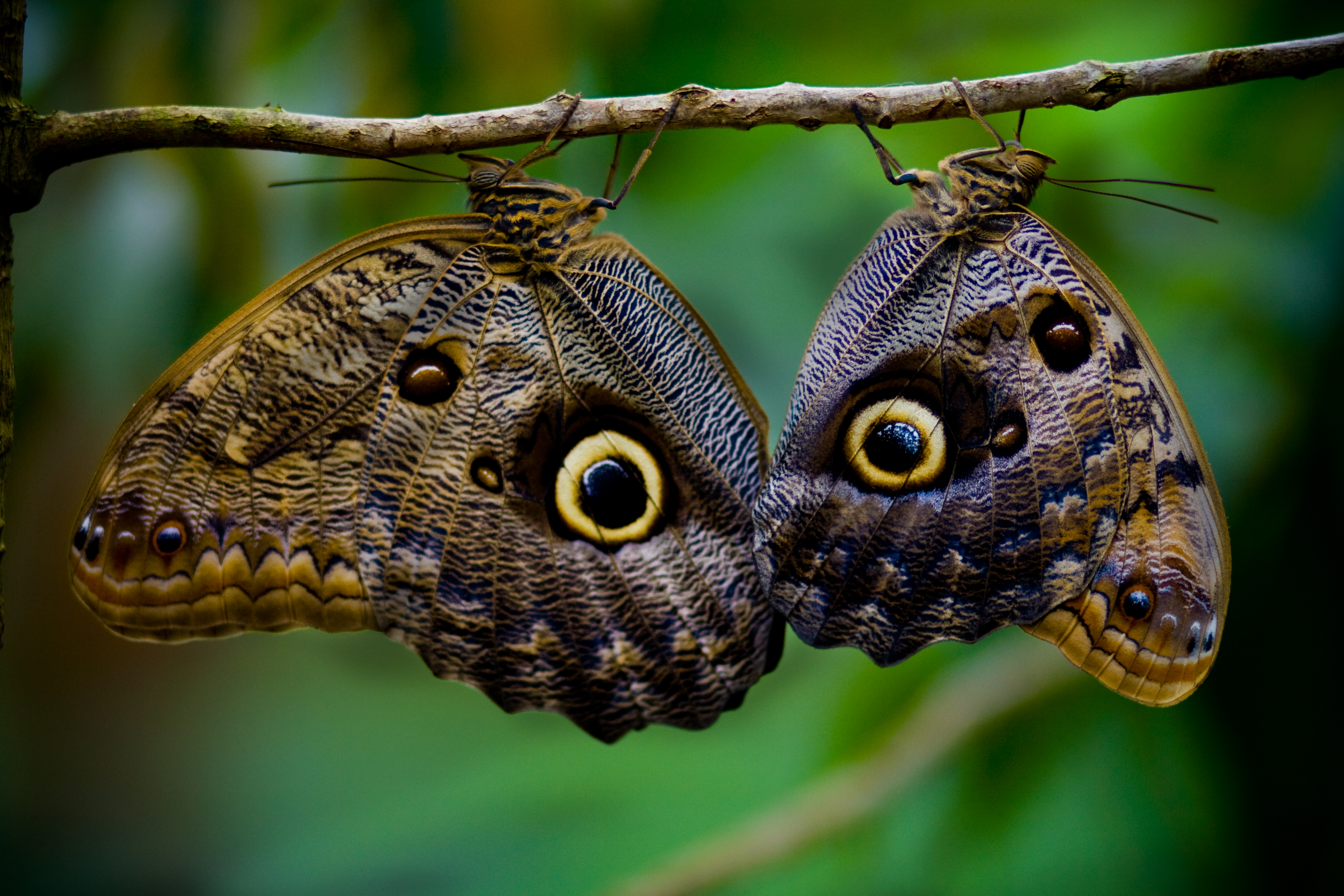
Two Caligo memnon La Paz Waterfall Gardens.